# Pentapole byzantine
Pour les articles homonymes, voir Pentapole.
554–752
Entités précédentes :
- Royaume ostrogoth

Entités suivantes :
- Royaume lombard
- États pontificaux

La Pentapole dite Pentapole byzantine est un duché italien de l'empire byzantin qui regroupe les villes d'Ancône, Fano, Pesaro, Rimini et Senigallia.
Elle se trouve au bord de la mer Adriatique entre les fleuves Marecchia et Musone, au sud du territoire principal de l'exarchat de Ravenne, à l'est du duché byzantin de Pérouse et au nord du duché lombard de Spolète.
La Pentapole s'étend à l'intérieur des terres, peut-être au-delà des Apennins, et jusqu'à la rive nord du Musone.
Sa capitale est Rimini où un duc cumule l'autorité civile et militaire. 
Du fait de sa position sur la côte, elle porte également le nom de Pentapole maritime qui la distingue de la Pentapole annonaire créée ultérieurement à l'intérieur des terres[réf. souhaitée]. 

## Histoire
La Pentapole est un des fragments de la province d'Italie, reconquise par l'empire byzantin à l'issue de la guerre des Goths (535-553) sous Justinien, qui restent sous l'autorité byzantine malgré l'extension du royaume lombard dans la plaine du Pô et dans le duché de Spolète.
Elle dépend de la préfecture du prétoire d'Italie de 554 à 584 puis de l'exarchat de Ravenne de 584 à 751.
C'est une région au commerce dynamique malgré le morcellement de l'Italie byzantine au VIIe siècle.
L'historien lombard Paul Diacre relève qu'en 725 déjà, l'exarque Paul lève difficilement des troupes en vue d'une expédition punitive contre le duché de Rome où le pape Grégoire II et les romains ont destitué le duc régnant, l'expédition est finalement un échec,,.
En 726, l'empereur Léon III l'Isaurien veut faire appliquer en Italie un décret hostile au culte des icônes mais l'exarque s'avère incapable d'imposer son autorité à Rome et, l'année suivante, la région de Ravenne, la Pentapole et la Vénétie se révoltent pour protéger le pape.
En 738, alors qu'il traverse la Pentapole en direction de Spolète, le roi lombard Liutprand, se fait attaquer par un groupe d'habitants, peut-être incités par une alliance entre l'exarque Eutychius et le duc Transamond II de Spolète.
Il est certain en tous cas que, malgré les tensions entre territoires byzantins, l'incursion lombarde ne passe pas pour une « libération » dans la Pentapole.
En 743 Liutprand s'attaque directement à Ravenne et à Cesena sur la via Aemilia probablement dans le but de contrôler un passage à travers le territoire byzantin  vers Spolète. Son successeur, Ratchis, attaque la Pentapole et Pérouse en 749 avant de se retirer et devenir moine.
C'est en 752 finalement que le roi lombard Aistolf conquiert la Pentapole.
Toutefois, l'annexion de la Pentapole au royaume lombard est de courte durée.
Dès 754, Pépin le Bref traverse les Alpes, vainc Aistolf, et donne au pape la région de Ravenne, la Pentapole, ainsi que les terres qu'Aistolf avait arraché au duché de Rome.
La Pentapole est par la suite incorporée aux États pontificaux.
Son nom reste utilisé au Haut Moyen Âge pour désigner la région des Marches.